# Rupt-sur-Othain
 Rupt-sur-Othain  là một xã thuộc tỉnh Meuse trong vùng Grand Est đông nam nước Pháp. Xã này nằm ở khu vực có độ cao trung bình 207 mét trên mực nước biển.
Thị trấn nằm ở tả ngạn sông Othain, sông tạo thành phần lớn ranh giới đông bắc.